# Лора Інґрем

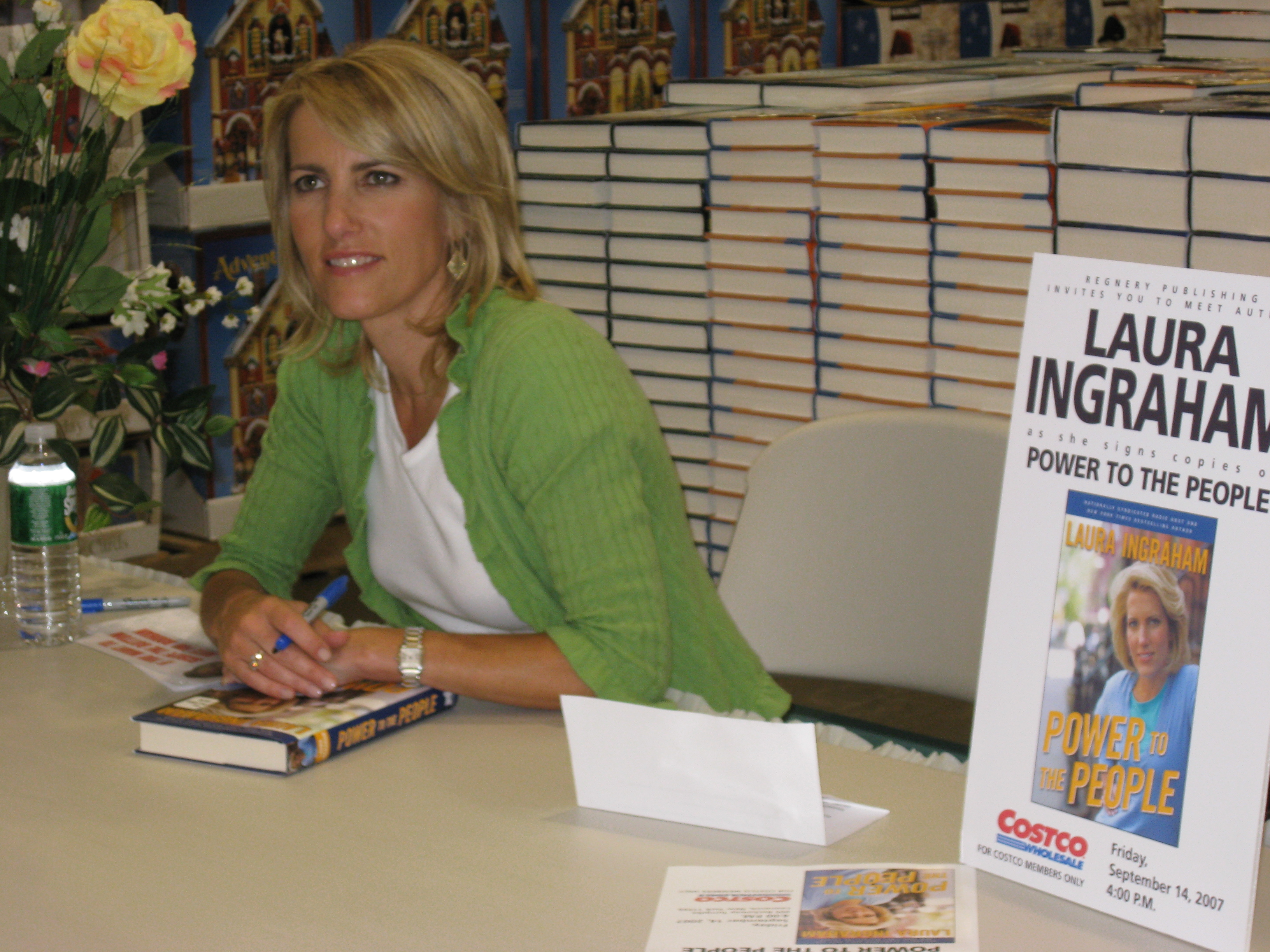
Лора Інґрем

Лора Інґрем (англ. Laura Ingraham; 19 червня 1963, Гластонбері, Коннектикут) — американська консервативна політична оглядачка. Вона відома насамперед як ведуча Шоу Лори Інґрем, яке є однією з найпопулярніших радіопрограм у США за кількістю слухачів. Вона також авторка кількох книг, у тому числі «Влада народу». З 2017 року публіцистка правого телеканалу Fox News, прихильниця Дональда Трампа та була неформальним радником під час його президентства.
Поширювала на Fox News неправдиву інформацію після нападу на Капітолій 6 січня 2021 року про те, що нібито атаку спланувала та здійснила Антифа[джерело?]. Під час пандемії COVID-19 рекомендувала в ефірі використовувати гідроксихлорохін як профілактичний і, за необхідності, терапевтичний засіб після інфікування вірусом SARS-CoV-2. У серпні 2021 року вона рекомендувала приймати івермектин, не затверджений для лікування ковіду.
Під час засідання слідчого комітету Палати представників щодо атаки на Капітолій 6 січня 2021 року були зачитані тексти, надіслані Лорою Інґрем керівнику штабу Дональда Трампа Марку Медовзу, в яких вона закликала президента затримати натовп і закликати людей розійтися додому, тому що цим нападом Дональд Трамп руйнує свою політичну спадщину.

## Виноски
1. ↑  Person Profile // Internet Movie Database — 1990.
2. ↑  Internet Speculative Fiction Database — 1995.
3. 1 2 3 4 5  Чеська національна авторитетна база даних
4. ↑  CONOR.Sl
5. ↑  Latest top host figures. talkers.com. TALKERS Magazine Online (англ.).
6. ↑  Fox News Stars Trumpeted a Malaria Drug, Until They Didn’t. The New York Times (англ.).
7. ↑  How those ivermectin conspiracy theories convinced people to buy horse dewormer. The Washington Post (англ.).
8. ↑  Fox News’ Sean Hannity and Others Urged Trump to Act on Jan. 6 in Texts to Mark Meadows (англ.).

## Зовнішні посилання
- Офіційний сайт (англ.)